# Onchidium stuxbergi
Onchidium stuxbergi is een slakkensoort uit de familie van de Onchidiidae. De wetenschappelijke naam van de soort is voor het eerst geldig gepubliceerd in 1883 door Westerlund.